# Papilio forbesi
Papilio forbesi är en fjärilsart som beskrevs av Grose-smith 1883. Papilio forbesi ingår i släktet Papilio och familjen riddarfjärilar. Inga underarter finns listade i Catalogue of Life.

## Bildgalleri

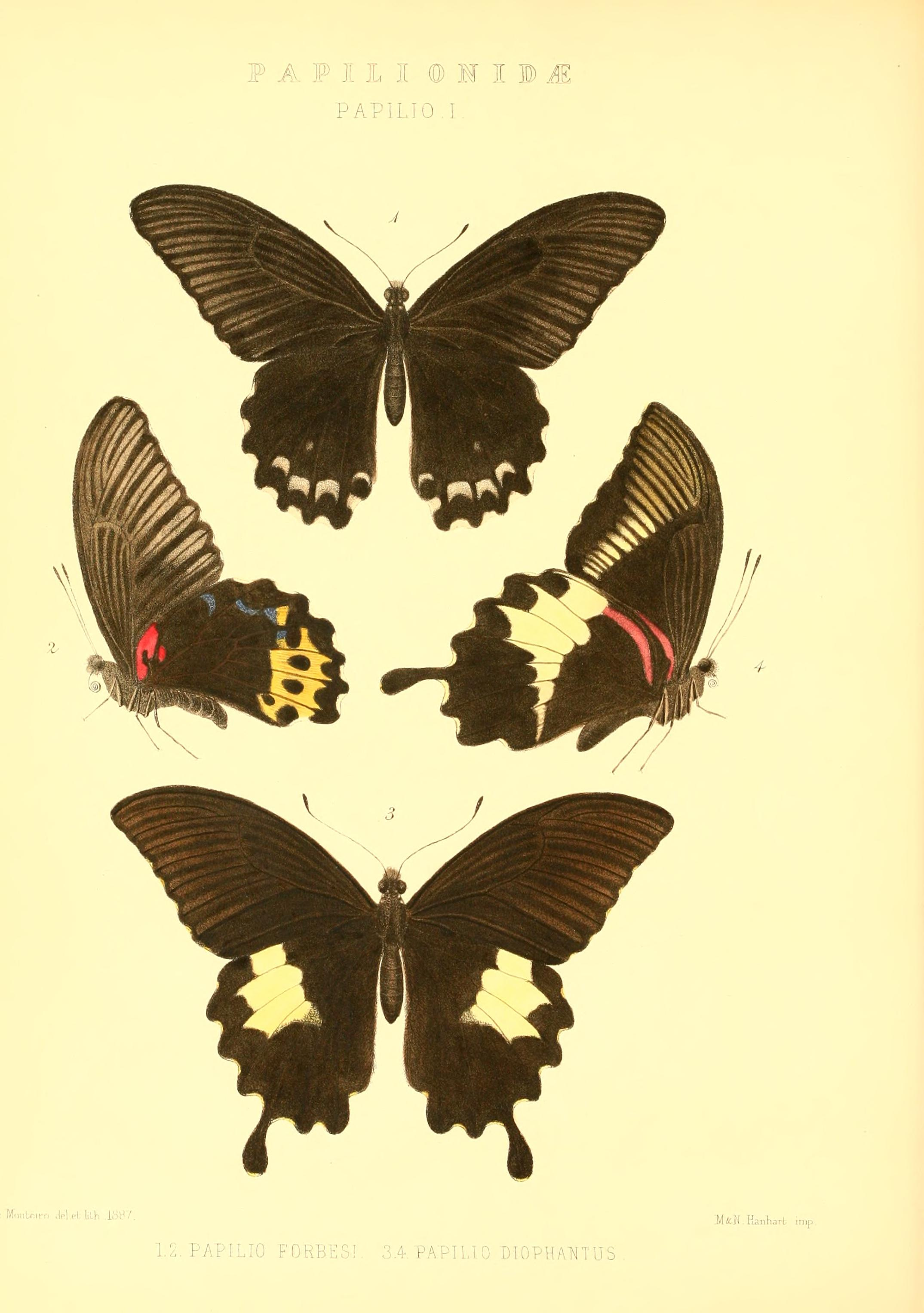